# 7. armada (Avstro-Ogrska)
Za druge 7. armade glejte 7. armada.
7. armada (izvirno nemško 7. Armee) je bila armada k.u.k. Heera med prvo svetovno vojno.

## Zgodovina
Armada je bila ustanovljena 8. maja 1915 in do ukinitve 15. aprila 1918 je delovala na vzhodni fronti.

## Vodstvo
Poveljniki
- general konjenice/generalpolkovnik Karl von Pflanzer-Baltin: 5. avgust 1915 - 9. september 1916
- general konjenice Karl von Kirchbach auf Lauterbach: 8. september - 20. oktober 1916
- generalpolkovnik/feldmaršal Hermann Kövess von Kövessháza: 20. oktober 1916 - 16. januar 1918
- generalpolkovnik Karl Křitek: 16. januar - 15. april 1918